# Club Voleibol Nuestra Señora de la Luz 2015-2016
Questa voce raccoglie le informazioni riguardanti il Club Voleibol Nuestra Señora de la Luz nelle competizioni ufficiali della stagione 2015-2016.

## Organigramma societario
Area direttiva
- Presidente: Adolfo Gómez
- Vicepresidente: Teodoro Jiménez

Area organizzativa
- Tesoriere: Juan Antonio Cid

Area tecnica
- Allenatore: Adolfo Gómez
- Allenatore in seconda: Carmen Fernández
- Scout man: Judith Pérez

Area sanitaria
- Preparatore atletico: Judith Pérez
- Fisioterapista: José Maria Acosta

## Rosa
| N° | Nome                 | Ruolo | Data di nascita   | Nazionalità sportiva |
| -- | -------------------- | ----- | ----------------- | -------------------- |
| 1  | Beatrix Meléndez     | P     | 27 agosto 1986    | Ungheria             |
| 2  | Marta Palomar        | C     | 7 giugno 1994     | Spagna               |
| 4  | Rosa Sarró           | S     | 7 aprile 1998     | Spagna               |
| 5  | Isabel Espino        | P     | 20 giugno 1996    | Spagna               |
| 6  | Carmen Castaño       | S     | 17 aprile 1981    | Spagna               |
| 7  | Yohana Rodríguez     | S     | 19 gennaio 1988   | Spagna               |
| 9  | Beatriz Gómez        | L     | 1º maggio 1989    | Spagna               |
| 10 | Maguette Mbow        | C     | 11 aprile 1991    | Senegal              |
| 11 | Maria Angeles Moreno | S/O   | 11 giugno 1991    | Spagna               |
| 12 | Alba Pizarro         | S/O   | 3 aprile 1991     | Spagna               |
| 14 | Jessica Soares       | C     | 9 aprile 1988     | Brasile              |
| 16 | Julia Cabeza         | L     | 20 agosto 1998    | Spagna               |
| 17 | Gracieli do Monte    | S     | 17 novembre 1990  | Brasile              |
| 18 | María Carrero        | C     | 12 settembre 1995 | Spagna               |